# Osmium(V)-fluorid
Osmium(V)-fluorid ist eine anorganische chemische Verbindung des Osmiums aus der Gruppe der Fluoride.

## Gewinnung und Darstellung
Osmium(V)-fluorid kann durch Reaktion von Osmium(VI)-fluorid mit Iod in Iodpentafluorid bei 50 °C oder durch Zersetzung von Osmium(VI)-fluorid unter UV-Licht gewonnen werden.
{\displaystyle \mathrm {10\ OsF_{6}+I_{2}\longrightarrow 10\ OsF_{5}+2\ IF_{5}} }

## Eigenschaften
Osmium(V)-fluorid ist ein blaugrüner, monokliner Feststoff. Er schmilzt bei 70 °C zu einer grünen Flüssigkeit, die bei weiterer Erhitzung blau wird. Die Verbindung liegt tetramer in Gestalt eckenverknüpfter Oktaeder vor.